# CSD Colo-Colo
Der Club Social y Deportivo Colo-Colo, kurz CSD Colo-Colo, ist ein Fußballverein aus der chilenischen Hauptstadt Santiago de Chile. Mit 34 Landesmeisterschaften und 14 Pokalsiegen ist er der sportlich erfolgreichste Verein des Landes. Höhepunkt der Vereinsgeschichte war der Gewinn der südamerikanischen Vereinsmeisterschaft, der Copa Libertadores 1991. Das Team wird auch die Albos oder Cacique genannt.
Der Verein bietet mit Frauenfußball, Inline-Speedskating, Basketball, Volleyball und Futsal weitere Sportarten an.

## Geschichte

### Gründung und Amateurzeit
Der CSD Colo-Colo ging aus einer Abspaltung von Magallanes, dem drittältesten Fußballverein Chiles, hervor. Die jüngeren Spieler des Klubs, angeführt von David Arellano, forderten 1924 einige Reformen von der Geschäftsführung wie z. B. bei Spielern der ersten Mannschaft die Aussetzung des monatlichen Mitgliedsbeitrages, wöchentliche Trainingsprogramme, Verteilung einer kompletten Sportausrüstung sowie Verbesserungen in der Infrastruktur sowie im Gesundheitswesen des Vereins. Die Ideen zu den Forderungen stammten aus den Strukturen in Argentinien und Uruguay, die die Spieler während der Copa América kennengelernt hatten. Wegen des Widerstands aus der Vereinsführung, von Partnern und von ehemaligen Spielern traten die Rebellen, wie sie genannt wurden, aus dem Klub aus und gründeten nach mehreren Treffen ihren eigenen Verein. Er wurde formell am 19. April 1925 gegründet und hatte als erster Verein des Landes verpflichtende Trainingseinheiten, Spielvorbereitungen und taktische Schulungen, auch wenn die Spieler anfangs kein Gehalt bekamen. Der Name des Vereins stammt vom Mapuche-Häuptling Colo-Colo. Die Farben des Vereins sind Schwarz und Weiß. Aufgrund der generell weißen Spielkleidung wird auf den Verein oft auch als Los Albos verwiesen.

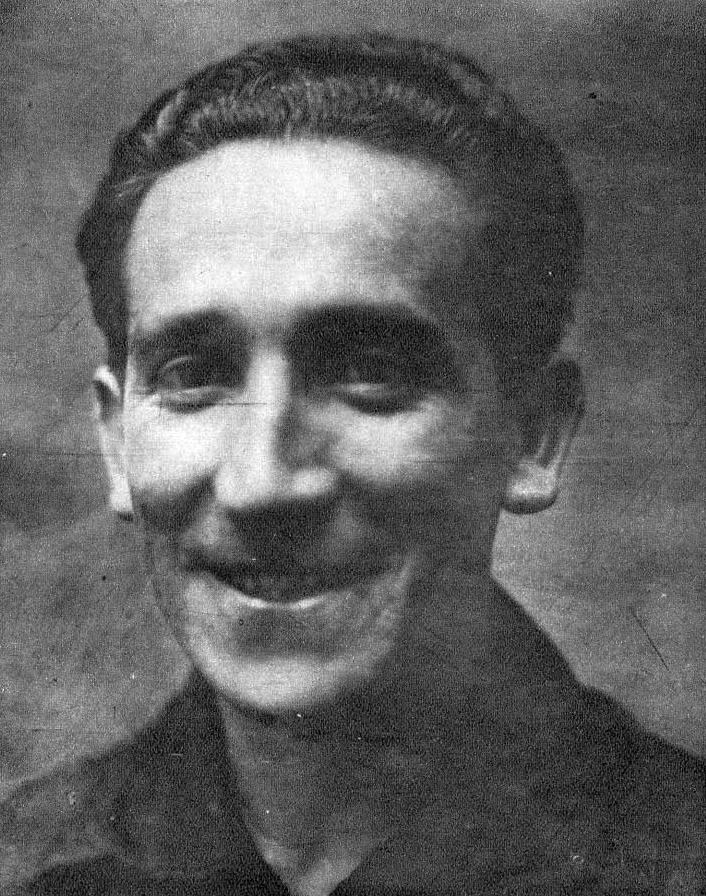
David Arellano, Vereinsgründer und erster Kapitän des Klubs

In der ersten Spielzeit 1925 wurde Colo-Colo ungeschlagener Meister der División de Honor de la Liga Metropolitana. 1927 war Colo-Colo der erste Klub des Landes, der eine Reise nach Europa unternahm, um Chile zu vertreten. Während der 7-monatigen Reise traf der Klub erst auf Vertreter aus Ecuador, Kuba und Mexiko, um dann von April bis Juni gegen spanische und portugiesische Teams zu spielen. Zum Ende spielte Colo-Colo gegen Teams aus Uruguay und Argentinien. Beim Spiel am 1. Mai gegen Real Unión Deportiva verletzte sich Kapitän David Arellano so stark, dass er ins Krankenhaus von Valladolid gebracht werden musste und am Folgetag schließlich an einer Bauchfellentzündung verstarb.
Trotz des schweren Verlusts gewann der Verein die Meisterschaft der Primera División de la Liga Central de Football in den Jahren 1928, 1929 und 1930. In den Jahren 1931 und 1932 hatte der Klub wirtschaftliche Probleme, was auch zur Reduktion bei der Bezahlung der Spieler führte. Bei der Meisterschaft 1932 belegte Colo-Colo mit Audax Italiano den ersten Platz. Am 9. Dezember 1932 fand das Entscheidungsspiel um die Meisterschaft im Estadio Italiano statt und markierte einen düsteren Punkt in der Historie des chilenischen Fußballs. Bei einem Tribüneneinsturz und anschließender Schlägerei starben drei Menschen und 130 weitere wurden teils schwer verletzt. Das Spiel war beim Stand von 2:1 für Colo-Colo abgebrochen wurden.

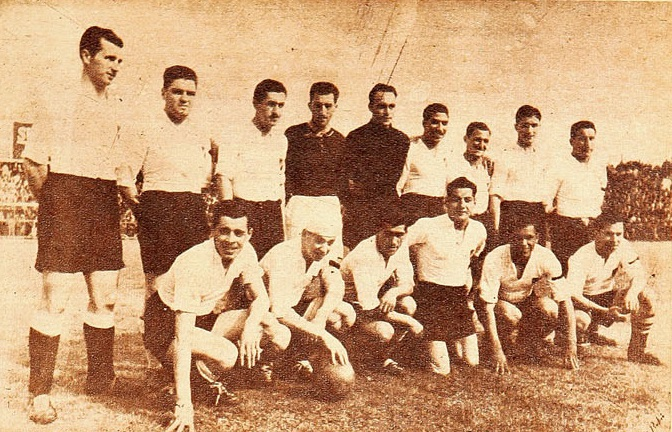
Meistermannschaft von 1937

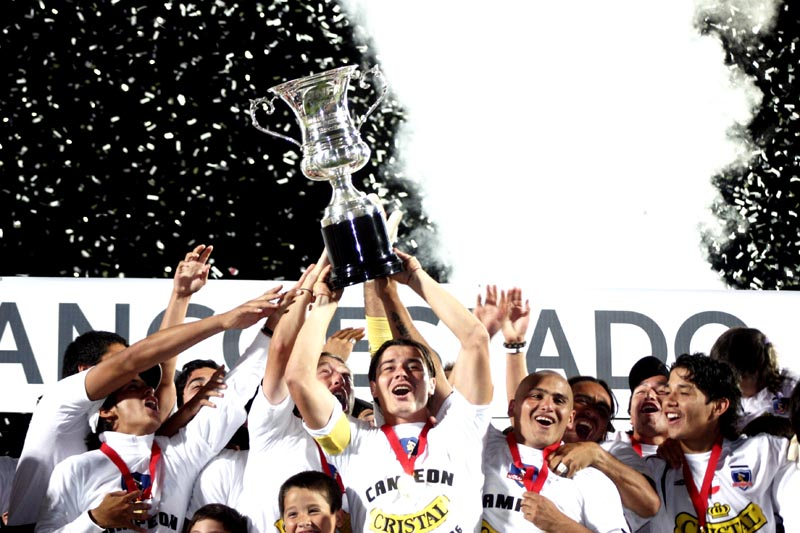
Meistermannschaft von 2006

### Ligagründung und Professionalisierung
Der Verein spielt seit der Einrichtung der ersten chilenischen Liga im Jahr 1933 ununterbrochen in der höchsten Spielklasse. In der Premierensaison 1933, in der acht Teams aus der Hauptstadt Santiago de Chile spielten, gelangen den Schwarz-weißen sechs Siege in sieben Spielen, ebenso wie Rivale CD Magallanes. Im Entscheidungsspiel um die Meisterschaft konnte Colo-Colo zwar früh in Führung gehen, doch Magallanes drehte das Spiel und gewann mit dem 2:1 die erste Meisterschaft. 1937 gewann Colo-Colo unter Spielertrainer Arturo Torres, der vorher schon mit Magallanes drei Meistertitel gewann, ungeschlagen seine erste Meisterschaft.
In der Saison 1939 folgte unter dem ungarischen Trainer Ferenc Plattkó der zweite Meistertitel für den Klub, als Colo-Colo über drei Runden am Ende deutlich vor dem Zweitplatzierten Santiago Morning stand. Stürmer Alfonso Domínguez erzielte in 24 Spielen 32 Tore und wurde damit Torschützenkönig der Liga. Plattkó verbesserte die Mannschaft vor allem im taktischen Bereich und errang 1941 eine weitere Meisterschaft, in der Colo-Colo in 17 Spielen ohne Niederlage blieb. Auf den ungarischen Trainer folgte Luis Tirado, der die Meisterschaft 1944 am letzten Spieltag durch einen 3:1 beim direkten Konkurrenten Audax Italiano gewann, aber die Saison 1945 auf dem vorletzten Tabellenplatz beendete. 1947 gewann der Klub, diesmal unter Leitung von Ex-Spieler Enrique Sorrel, erneut die Meisterschaft. Mit diesem Titel sicherte sich Colo-Colo die Teilnahme am Campeonato Sudamericano de Campeones 1948, einem inoffiziellen Vorläufer der heutigen Copa Libertadores. Dort wurde Colo-Colo Fünfter des im Ligasystem ausgespielten Wettbewerbs.

### Weitere Titel, Rekorde und Colo-Colo ’73
Nach sportlich weniger erfolgreichen Jahren kam 1953 der ungarische Meistertrainer Plattkó zurück und holte im selben Jahr mit dem Brüderpaar Ted und George Robledo die nächste Meisterschaft. George Robledo, der in der englischen Premier League Torschützenkönig wurde, erzielte auch in der Meistersaison die meisten Ligatore. Auch 1954 holte der Stürmer den Titel als bester Torschütze, auch wenn sein Team hinter Universidad Católica nur die Vizemeisterschaft holte. 1956 konnte das Team aber erneut mit deutlichen Vorsprung Meister werden. 1958 gelang es dem Hauptstadtklub die erstmals ausgespielte Copa Chile zu gewinnen. Zwar endete das Finale gegen CD Universidad Católica 2:2-Unentschieden, doch aufgrund des besseren Toreschnitts über den gesamten Wettbewerb wurde Colo-Colo zum ersten Titelgewinner. 1960 holte Colo-Colo den Meistertitel mit 3 Punkten Vorsprung und qualifizierte sich so für den 1960 eingeführten internationalen Wettbewerb der nationalen Meister Südamerikas. Bei der Copa Campeones de América 1961 schied das Team allerdings direkt im Viertelfinale gegen Paraguays Vertreter Club Olimpia aus. Mit dem Meistertitel 1963 stellte Colo-Colo zwei Torrekorde auf: erstens 103 erzielte Tore in einer Spielzeit und zweitens 37 Tore eines Spielers in 33 Spielen. Die Marke von 103 Toren wurden erst 2006 von Colo-Colo selbst überschritten, der Rekord von Luis Hernán Álvarez besteht bis heute, auch wenn Lucas Barrios die gleiche Torquote erreichen konnte. Erstmals seit 1944 ließ der Verein auch wieder ausländische Spieler zu. Der Argentinier Walter Antonio Jiménez war der erste Nicht-Chilene, den der Klub verpflichtete. In den Folgejahren machten meist die Universitätsmannschaften den Titel unter sich aus. Erst 1970 konnte Colo-Colo den Ligatitel gewinnen. In der Meisterschaftsliguilla lag Colo-Colo punktgleich mit Unión Española an der Tabellenspitze, wodurch es zum Entscheidungsspiel um die Meisterschaft kam. Der Brasilianer Elson Beyruth wurde zum Helden des Spiels, indem er sowohl das 1:0 in der 24. Spielminute als auch den entscheidenden 2:1-Siegtreffer in der Verlängerung erzielte und so Colo-Colo zum 10. Ligatitel schoss. 1972 holte Colo-Colo unter Luis Álamos erneut die Meisterschaft. Mit den Spielern Adolfo Nef, Francisco Valdés, Carlos Caszely und Sergio Ahumada gelang es bei der Copa Libertadores 1973 erstmals einem chilenischen Team, ins Finale der Copa Libertadores einzuziehen. Colo Colo '73, wie die Mannschaft im Nachhinein genannt wurde, gewann die ersten beiden Gruppenphasen und traf damit im Finale auf den argentinischen Vertreter CA Independiente. Nach dem 1:1 in Avellaneda im Hinspiel und 0:0 im heimischen Stadion im Rückspiel wurde ein Entscheidungsspiel auf neutralem Platz nötig. Im Estadio Centenario in Montevideo setzte sich der Rekordsieger CA Independiente knapp mit 2:1 nach Verlängerung durch. Das Tor zum zwischenzeitlichen Ausgleich in der 39. Spielminute erzielte Carlos Caszely, der mit 9 Toren auch Torschützenkönig des Wettbewerbs wurde.

### Erfolgreiche 80er
Nach kriselnden Jahren nach 1974, wo das Team den Pokalsieg holte, konnte Colo-Colo 1979 endlich wieder die Meisterschaft feiern durfte. Mit den kongenialen Partnern Carlos Caszely, der 1978 aus Spanien wieder zum Hauptstadtklub zurückkehrte, und dem Brasilianer Severino Vasconcelos lag Colo-Colo am Ende der 34 Spieltage mit 10 Punkten deutlich vor CD Cobreloa. Carlos Caszely wurde 1979 mit 20 Saisontoren, 1980 mit 26 Toren und 1981 wieder mit 20 Toren 3-mal in Folge Torschützenkönig der Liga. 1981 wurde Colo-Colo unter der Leitung von Pedro García Meister. Auch 2 Jahre später führte er den Rekordmeister wieder auf den ersten Platz der Liga. Unter Trainer Arturo Salah gelangen 1986 und 1989 weitere Ligatitel. Im nationalen Pokal dominierte der Verein, holte im Zeitraum von 1981 bis 1990 sechs Mal den Pokal und kam zusätzlich noch drei Mal ins Finale. International lief es dagegen nicht sehr gut, Colo-Colo kam bis auf in der Copa Libertadores 1988 nie über die Gruppenphase hinaus und auch 1988 scheiterte das Team in der zweiten Runde am bolivianischen Vizemeister Oriente Petrolero.

### Champion Südamerikas in der Ära Jozić
1990 übernahm der Kroate Mirko Jozić die Mannschaft, nachdem er schon 1988 als Jugendtrainer für Colo-Colo gearbeitet hatte. 1990 gewann er sofort den Meistertitel und Pokalsieger. Der größte Erfolg folgte im Jahr darauf, als Colo-Colo die Copa Libertadores 1991 als erster Klub Chiles gewann. Das Team von Trainer Jozić beendete die Gruppenphase mit drei Siege und drei Unentschieden auf dem ersten Platz. Danach konnten Perus Vertreter Universitario de Deportes im Achtelfinale, Nacional Montevideo aus Uruguay im Viertelfinale und trotz Hinspielniederlage der bis dato zweimalige Südamerikameister Boca Juniors aus Argentinien eliminiert werden. In den Finalspielen gegen Club Olimpia aus der paraguayischen Hauptstadt Asunción behielt Colo-Colo mit 0:0 im Estadio Defensores del Chaco und 3:0 im heimischen Estadio Monumental die Oberhand. Ein Doppelschlag in der 12. und 17. Spielminute durch Luis Pérez sorgte für den Halbzeitstand, der eingewechselte Leonel Herrera erzielte den Endstand zum Titelgewinn. Der Weltpokal in Tokio, für den sich der Copa-Libertadores-Meister qualifiziert, ging gegen den europäischen Europapokalsieger der Landesmeister Roter Stern Belgrad aus Jugoslawien mit 0:3 verloren. Den südamerikanischen Supercup, der Recopa Sudamericana 1992, gegen den Supercopa-Sudamericana-Sieger Cruzeiro Belo Horizonte aus Brasilien gewann Colo-Colo mit 5:4 nach Elfmeterschießen, wobei der kroatische Trainer für das Elfmeterschießen Torhüter Marcelo Ramírez in der 120. Spielminute einwechselte. Bei der Copa Interamericana 1992 gegen den CONCACAF-Champions-League-Sieger Puebla FC aus Mexiko gewann der chilenische Hauptstadtklub mit 4:1 und 3:1.
National holte Colo-Colo 1991 erneut die Meisterschaft, fünf Punkte vor dem Zweitplatzierten Coquimbo Unido. Zwar landete Colo-Colo 1992 hinter Meister CD Cobreloa auf dem zweiten Platz und auch in der Copa Libertadores 1992 scheiterte der Titelverteidiger im Achtelfinale am ecuadorianischen Meister Barcelona Sporting Club, doch 1993 wurde Colo-Colo vor CD Cobreloa erneut Meister. Mit der 19. Meisterschaft für den Klub endete die erfolgreiche Ära Jozić.

### Sportliche Erfolge und Insolvenz 2002
Danach kam es zu sportlich und finanziell schwierigen Jahren, wobei die sportliche Krise mit der Verpflichtung des paraguayischen Trainers Gustavo Benítez schnell beendet wurde. 1996, Clausura 1997 und 1998 holte Colo-Colo die nächsten Meistertitel, wobei das Team auch in der Apertura 1997 punktgleich mit CD Universidad Católica an der Tabellenspitze lag, doch die Entscheidungsspiele um die Meisterschaft verlor. Auch in der Supercopa Sudamericana 1995 und 1996 kam der chilenische Klub jeweils bis ins Halbfinale, in der Copa Libertadores 1997 schaffte es Colo-Colo ebenfalls bis ins Halbfinale und scheiterte nur knapp im Elfmeterschießen am späteren Sieger Cruzeiro Belo Horizonte. Doch trotz der Erfolge wurden die finanziellen Probleme immer größer und mündeten schließlich mit der Zahlungsunfähigkeit am 23. Januar 2002. Ein Treuhänder übernahm die Geschäfte, um die Versteigerung des Restvermögens zu vermeiden. Trotz der Insolvenz wurde Colo-Colo unter Ex-Spieler und Copa-Libertadores-Gewinner Jaime Pizarro als Trainer in der Clausura 2002 mit fast ausschließlich Jugendspielern chilenischer Meister.

### Neuaufbau und direkte Erfolge
2005 übernahm die Verwaltungsgesellschaft Blanco y Negro S.A. die Führung des Vereins und bürgte auch für die Schulden, womit die Insolvenz im Folgejahr offiziell endete. Die Verwaltungsgesellschaft brachte Colo-Colo zudem an die Börse von Santiago. Ende 2005 wurde zudem Trainer Ricardo Dabrowski entlassen und durch Claudio Borghi ersetzt, dem ein rundum erneuertes und junges Team zur Verfügung stand. Mit entwicklungsfähigen Spielern aus der Jugend oder unteren Ligen wie Matías Fernández, Claudio Bravo, Gonzalo Fierro und Arturo Vidal sowie den bereits im Kader stehenden Humberto Suazo und Jorge Valdivia, von denen viele später in die europäischen Ligen wechselten, gewann Colo-Colo die Apertura 2006 nach dem Finalsieg im Elfmeterschießen über CF Universidad de Chile. Auch in der zweiten Jahreshälfte konnte das Team überzeugen: bei der Copa Sudamericana 2006 kam Colo-Colo mit den Leistungsträgern Torhüter Sebastián Cejas, Humberto Suazo, Alexis Sánchez und Matías Fernández bis ins Finale. Im Finalhinspiel gegen den mexikanischen Vertreter CF Pachuca konnte das Team von Borghi noch ein 1:1-Unentschieden im Estadio Hidalgo holen, doch im heimischen Estadio Nacional verlor Colo-Colo trotz Halbzeitführung mit 1:2. In der Clausura 2006 konnte der Verein seinen Meistertitel erfolgreich verteidigen und wurde zum 25. Mal Champion Chiles. Im Finale hatte Audax Italiano deutlich das Nachsehen. Mittelfeldspieler Matías Fernández, der nach Saisonende zu FC Villarreal nach Spanien wechselte, wurde Südamerikas Fußballer des Jahres 2006. Mit einem 1:0-Erfolg am letzten Spieltag der Apertura 2007 machte Colo-Colo seinen Titelhattrick perfekt und krönte sich nach CD Magallanes 1933 bis 1935 und Colo-Colo selbst von 1989 bis 1991 zum Tricampeón. In der Clausura 2007 konnte nach dem Finalsieg über CD Universidad de Concepción die vierte Meisterschaft in Folge gewonnen wurden.
Die Meisterserie riss erst nachdem Trainer Borghi in sein Heimatland zu CA Independiente zurückkehrte und Fernando Astengo das Team zur Apertura 2008 übernahm. Der ehemalige Spieler Colo-Colos führte das Team erneut bis ins Finale der Playoffs, doch trotz 2:0-Erfolg im Hinspiel verspielte Colo-Colo durch eine 0:3-Niederlage gegen Everton de Viña del Mar im Rückspiel noch die Meisterschaft. Doch schon in der Clausura 2008 holte Caqique, wie Colo-Colo manchmal genannt wird, wieder die Meisterschaft. Unter Trainer Marcelo Barticciotto blühte der im Januar gekommene Neuzugang Lucas Barrios auf und erzielte im Kalenderjahr 37 Tore, genauso viele wie Luis Hernán Álvarez 1963. Auch im Finale erzielte der argentinisch-paraguayische Stürmer die beiden Führungstreffer beim 1:1-Unentschieden im Hinspiel und beim 3:1-Erfolg im Rückspiel. Während es für Colo-Colo in der Apertura 2009 nicht gut lief und das Team zum ersten Mal seit Einführung die Playoffs verpasste, holte der Verein mit dem Finalsieg über CD Universidad Católica, unter anderem durch zwei Tore von Esteban Paredes und eins durch Charles Aránguiz, in der Clausura 2009 seinen 29. Meistertitel.

## Rivalitäten
Ein besonderes Ereignis für jeden Fußballfan in Chile ist der Superclásico, bei dem die beiden beliebtesten Fußballklubs des Landes, der CF Universidad de Chile und CSD Colo-Colo, aufeinandertreffen. Dabei geht es nicht nur auf dem Rasen, sondern vor allem auf den Rängen hoch her. Die Anhänger der beiden Lager liefern sich dabei nicht nur friedliche Auseinandersetzungen in Form von Gesängen, sondern auch Schlägereien und Auseinandersetzungen mit der Polizei. Die Rivalität der beiden Vereine entflammte durch das Meisterschaftsfinale 1959, als beide Teams nach dem letzten Spieltag punktgleich an der Tabellenspitze waren. Dadurch kam es zu einem Entscheidungsspiel, das La U mit 2:1 für sich entscheiden konnte und somit Meister wurde. Historisch war der Clásico das Spiel gegen Magallanes, was aber wegen des sportlichen Niederganges dieses Vereins an Bedeutung verlor.

## Stadion
Colo-Colo trägt seine Heimspiele im Estadio Monumental in Macul, einem Stadtviertel von Santiago aus. Durch Tradition und Erfolge hat der Verein viele Anhänger in ganz Chile. Unter ihnen sind die Ultras der Nordkurve, die so genannte Garra Blanca, „weiße Kralle“ (in Anlehnung an die „schwarze Kralle“ genannten Ultras von Corinthians São Paulo), besonders bekannt. Sie sorgen für besondere Stimmung bei den Spielen des Vereins, einzelne Mitglieder sind aber auch durch Gewalttätigkeit in die Schlagzeilen und vor Gerichte gelangt.

## Erfolge
- Copa Libertadores: 1991
- Copa Interamericana: 1992
- Recopa Sudamericana: 1992
- Chilenische Meisterschaft: (34×) 1937, 1939, 1941, 1944, 1947, 1953, 1956, 1960, 1963, 1970, 1972, 1979, 1981, 1983, 1986, 1989, 1990, 1991, 1993, 1996, 1997-C, 1998, 2002-C, 2006-A, 2006-C, 2007 A, 2007-C, 2008-C, 2009-C, 2013/14-C, 2016/17 A, 2017-T, 2022, 2024

A = Apertura, C = Clausura
- Chilenischer Pokal: (14×) 1958, 1974, 1981, 1982, 1985, 1988, 1989, 1990, 1994, 1996, 2016, 2019, 2021, 2023
- Chilenischer Fußball-Supercup: (4×) 2017, 2018, 2022, 2024
- Campeonato de Apertura: 1933, 1938, 1940, 1945

## Trainer
- Ferenc Plattkó (1939–1943, 1946–1947, 1953–1955)
- Luis Álamos (1972–1975)
- Mirko Jozić (1990–1993)

## Spieler
- David Arellano (1925–1927)
- Manuel Machuca (1946–1951)
- Arturo Farías (1948–1957)
- Manuel Muñoz (1949–1958)
- Fernando Campos (1951–1953)
- Atilio Cremaschi (1953–1958)
- Mario Moreno (1955–1967)
- Mario Sergio Ortiz Vallejos (1958–1965)
- Hugo Lepe (1963–1967)
- Alberto Valentini (1966–1972)
- Carlos Caszely (1967–1973, 1978–1985)
- Lizardo Garrido (1975–1976, 1980–1992)
- Roberto Rojas (1983–1987)
- Héctor Tapia (19??–1994) Jugend, (1994–1998, 2001, 2005) Spieler
- Javier Margas (1988–1995, 1996)
- Nicolás Córdova (1997–2000)
- Sebastián González (1998–2002, 2009)
- Matías Fernández (1998–2004) Jugend, (2004–2006) Spieler
- Arturo Vidal (2005–2007, 2024–)
- Humberto Andrés Suazo (2006–2007)
- Lucas Barrios (2008–2009)
- Esteban Paredes (2009–2012, 2014–2021)
- Christian Santos (2021–2022)

## Frauenfußball

### Geschichte
Mit der Gründung der Frauenfußballschule Escuela de Fútbol Femenino am 30. September 2007 wurde auch die Frauenabteilung des CSD Colo-Colo gegründet. Mit Start der neu eingeführten Primera División de fútbol femenino de Chile in 2008, ausgerichtet vom chilenischen Fußballverband ANFP, begann auch für die Frauenabteilung die erste Saison. Das erste Ligaspiel am 10. Mai 2008 verlor das Team mit 2:5 gegen Unión La Calera und stand am Ende der Saison auf dem sechsten Tabellenplatz. Der erste Meistertitel erfolgte 2010, mit dem gleichzeitig eine Serie an Meisterschaften begann. Durch den Wechsel auf Apertura und Clausura, in der zwei Meisterschaften pro Jahr ausgespielt wurde, gelang es dem Frauenteam von Colo-Colo bis zur Apertura 2015 zehn Meisterschaften in Folge zu gewinnen. In der Clausura 2016 sowie Apertura und Clausura 2017 gewann der Hauptstadtklub erneut drei Titel in Serie.
Auch international gehört Colo-Colo zu den besten Klubs des Kontinents. Bei der Copa Libertadores Femenina 2011 kam das Team bis ins Finale, verlor dort aber mit 0:1 gegen den brasilianischen Vertreter São José EC. 2012 folgte dann der große Triumph. Nach dem 4:3-Halbfinalsieg über Acadêmica Vitória gelang dem Team im Finale der Sieg im Elfmeterschießen über Foz Cataratas FC. 2015 rückte der chilenische Vertreter Colo-Colo erneut bis ins Finale vor, musste sich dort aber dem brasilianischen Meister Associação Ferroviária de Esportes mit 1:3 geschlagen geben. Auch 2017 verlor Colo-Colo das Finale der Copa Libertadores Feminina, diesmal knapp nach Elfmeterschießen gegen GO Audax.

### Erfolge
- Chilenischer Meister (13): 2010, 2011-A, 2011-C, 2012-A, 2012-C, 2013-A, 2013-C, 2014-A, 2014-C, 2015-A, 2016-C, 2017-A, 2017-C
- Copa Libertadores Femenina: 2012